# Tukkispecht
Der Tukkispecht (Meiglyptes tukki) ist eine Vogelart aus der Familie der Spechte (Picidae). Dieser kleine Specht ist lückenhaft über große Teile Südostasiens verbreitet. Die Art bewohnt den ursprünglichen immergrünen oder annähernd immergrünen tropischen Laubwald und alten Sekundärwald mit dichtem Unterwuchs und stehendem Totholz. Die vor allem aus Ameisen und Termiten bestehende Nahrung wird überwiegend in der unteren und mittleren Baumschicht bis hinunter zu Büschen und kleinen Bäumen gesucht. Der Bestand ist aufgrund der anhaltenden und mit hohem Tempo voranschreitenden Waldzerstörung im gesamten Verbreitungsgebiet wahrscheinlich rückläufig, der Tukkispecht wird von der IUCN daher als Art der Vorwarnliste („near threatened“) eingestuft.

## Beschreibung
Tukkispechte sind kleine Spechte mit relativ kleinem Kopf und kurzem Schwanz. Die kleine Haube ist kaum erkennbar. Der verhältnismäßig lange Schnabel ist am First stark nach unten gebogen, punktförmig zugespitzt und an der Basis recht schmal. Die Körperlänge beträgt etwa 21 cm, das Gewicht 43–64 g. Die Art ist damit etwa so groß wie ein Mittelspecht, aber etwas leichter. Sie zeigt hinsichtlich der Färbung einen geringen Geschlechtsdimorphismus.
Diese Spechte sind insgesamt recht einfarbig dunkelbraun mit schmaler weißlicher Bänderung. Bei Männchen der Nominatform sind die gesamte Oberseite einschließlich der Oberschwanzdecken, die Schwanzoberseite sowie die Oberflügeldecken dunkel olivbraun mit schmaler beiger Bänderung, die Oberflügeldecken zeigen gelegentlich dunkelrote Säume. Die Schwingen sind auf dunkelbraunem Grund ebenfalls schmal beige gebändert, diese Binden werden auf den Innenfahnen breiter und weißlicher. Kehle und obere Brust sind schwarzbraun, die übrige Unterseite des Rumpfes einschließlich der Unterschwanzdecken ist auf braunem Grund schmal beige gebändert. Diese Bänderung ist auf den Flanken etwas breiter, in der Bauchmitte hingegen oft kaum noch erkennbar. Die Unterseite der Schwingen ist braun, die Unterflügeldecken und die Schwingenbasen sind heller. Die Schwanzunterseite ist wie die Oberseite auf dunkel olivbraunem Grund schmal beige gebändert.
Der Kopf einschließlich der kurzen Haube sowie der Nacken sind einfarbig dunkel graubraun bis olivbraun, manchmal ist ein undeutlicher dunkler Augenstreif ausgebildet. Der Bartstreif ist vorn rot, hinten schwarz und beigeweiß gebändert. Auf den Halsseiten befindet sich ein großes beiges, beige-weißes oder gelblich-beiges Feld, das sich von der unteren Kante der hinteren Ohrdecken bis zu den hinteren Halsseiten ausdehnt. Kinn und Kehle sind schwärzlich braun und beige gebändert. Der Oberschnabel ist schwarz, der Unterschnabel deutlich heller grau oder weißlich. Beine und Zehen sind graugrün bis graubraun. Die Iris ist intensiv blutrot, rötlich braun oder braun.
Bei Weibchen fehlt lediglich der rote Bartstreif, dieser Bereich ist wie der übrige Kopf dunkel graubraun bis olivbraun.

## Lautäußerungen
Am häufigsten ist ein monotones, hohes Trillern wie „kirr-r-r“, das zum Ende hin langsamer werden kann und dessen Tonhöhe am Ende gelegentlich ansteigt. Daneben sind einzelne Rufe wie „pii“ und Rufreihen wie „dwit, dwit“ oder „ki-ti-ki-ti-ki-ti-ki-ti“ und „wick-wick-wick“ bekannt, die bei Begegnungen von Artgenossen geäußert werden. Beide Geschlechter trommeln, die einzelnen Trommelwirbel umfassen etwa 12 bis 60 Schläge und dauern weniger als eine bis über drei Sekunden. Das Tempo ist am Anfang des Trommelwirbels höher als am Ende.

## Verbreitung und Lebensraum
Der Tukkispecht ist lückenhaft über große Teile Südostasiens verbreitet. Das Verbreitungsgebiet reicht in West-Ost-Richtung vom Nordwesten Sumatras bis in den Osten Borneos, in Nord-Süd-Richtung vom Süden Myanmars und Thailands bis zur Südspitze Sumatras. Die Größe des Gesamtverbreitungsgebietes ist nicht genau bekannt.
Die Art bewohnt den ursprünglichen immergrünen oder halb-immergrünen tropischen Laubwald, alten Sekundärwald sowie Moorwälder mit dichtem Unterwuchs und stehendem Totholz. Das Vorkommen ist weitgehend auf die Niederungen unterhalb 600 m Höhe beschränkt, höchste Nachweise erfolgten auf dem südostasiatischen Festland in 1200 m Höhe, auf den Großen Sundainseln in 1000 m Höhe.

## Systematik
Es werden fünf kaum differenzierte Unterarten anerkannt:
- Meiglyptes tukki tukki (Lesson, 1839) – die Nominatform bewohnt den größten Teil des Verbreitungsgebietes.
- Meiglyptes t. percnerpes Oberholser 1924 – Süden Borneos. Kräftiger gebändert als Nominatform, insgesamt braun ohne Olivtöne, aber meist mehr rotbrauner oder rötlicher Ton.
- Meiglyptes t. batu Meyer de Schauensee & Ripley 1940 – Batu-Inseln. Oberkopf schwärzlich, stärker kontrastierender schwärzlicher Brustfleck.
- Meiglyptes t. pulonis Chasen & Kloss 1929 – Insel Banggi vor der Küste Nordborneos. Schnabel wesentlich länger als bei allen anderen Unterarten, insgesamt mehr braun und weniger oliv, die Kehle ist heller.
- Meiglyptes t. infuscatus Salvadori 1887 – Insel Nias. Etwas kurzflügeliger als die anderen Unterarten, die Bänderung ist schwach und die hellen Binden sind oft kaum erkennbar. Der Oberkopf ist dunkel.

## Lebensweise
Tukkispechte sind einzeln oder in Paaren anzutreffen, die manchmal engen Kontakt zueinander halten und dicht nebeneinander fressen. Die Art wird auch häufig in gemischten Trupps mit anderen Vogelarten beobachtet. Die Nahrungssuche erfolgt überwiegend in der unteren und mittleren Baumschicht bis hinunter zu Büschen und kleinen Bäumen, höhere Baumschichten werden vor allem in Gesellschaft anderer Vogelarten aufgesucht. Die Tiere suchen Astspitzen und Blattbüschel in den Kronen großer Bäume ab, ebenso wie größere Äste und Stämme in der unteren Baumschicht bis hin zu liegendem Totholz. Nahrungsobjekte werden vor allem durch Ablesen, seltener durch Stochern und Hacken in Totholz erlangt. Tukkispechte bewegen sich schnell und halten sich meist nur kurze Zeit an einer bestimmten Stelle oder einem bestimmten Baum auf.
Die Brutzeit erstreckt sich in Malaysia von Mai bis Juni. Die Bruthöhlen werden in Höhen von 1,5 bis 5 m in abgestorbenen Teilen lebender Bäume oder in Baumstümpfen angelegt, das Gelege besteht aus zwei Eiern. Die Nestlinge werden von beiden Eltern gefüttert, das Futter wird offenbar hervorgewürgt. Weitere Angaben zur Brutbiologie liegen bisher nicht vor.

## Bestand und Gefährdung
Angaben zur Bestandsgröße gibt es nicht, die Art gilt in ihrem großen Verbreitungsgebiet jedoch überwiegend als recht häufig. Der Bestand ist aufgrund der anhaltenden und mit hohem Tempo voranschreitenden Waldzerstörung im gesamten Verbreitungsgebiet wahrscheinlich rückläufig. Tukkispechte können sich noch in Wäldern halten, in denen Holz eingeschlagen wurde, verschwinden jedoch, wenn kein geschlossenes Kronendach mehr vorhanden ist. Die IUCN geht davon aus, dass in den Niederungen der Großen Sundainseln alle Urwälder bis zum Jahr 2010 zerstört sind. Aufgrund der Häufigkeit der Art in den Wäldern der Hügelhänge ist jedoch noch nicht von einer ernsthaften Bedrohung der Art auszugehen. Der Tukkispecht wird von der IUCN daher als Art der Vorwarnliste („near threatened“) eingestuft.